# José Avello
José Avello Flórez (Cangas del Narcea, Asturias, 1943 - Madrid, 16 de febrero de 2015) fue un escritor español. Es autor de dos únicas obras largas: Las subversión de Beti García y Jugadores de billar. Además se ha publicado un libro de relatos, Relatos reunidos (2024).

## Reseña biográfica
Nació en Cangas del Narcea, Asturias, en 1943. Cursó estudios de Derecho en la Universidad de Oviedo y en la Universidad Complutense de Madrid. Fue durante diez años profesor de Teoría de la Comunicación y, después, de Sociología de la Cultura en la Facultad de Bellas Artes de Madrid. Paralelamente a su actividad docente, desarrolló su vocación literaria.
Pese a que solo publicó dos novelas y siempre se mantuvo alejado de los focos, obtuvo un notable reconocimiento crítico. Su primera novela, La subversión de Beti García, fue finalista del Premio Nadal, en 1983. Dieciocho años después, publicó su segunda y última novela, Jugadores de billar, que supuso su consagración como escritor «de culto».
Juan José Millás, tras leer el original presentado al Premio Alfaguara, recomendó su publicación a dicha editorial, donde la novela vio finalmente la luz en el año 2001. La obra, ubicada en Oviedo y centrada en las vidas de cuatro amigos aficionados al billar, fue considerada heredera, en el siglo XX, del retrato social plasmado por Clarín en La Regenta y mereció ser finalista del Premio Nacional de Narrativa, así como de los denominados Premio Villa de Madrid y Premio de la Crítica de Asturias.

## Obras
- La subversión de Beti García (1983), finalista del Premio Nadal.
- Jugadores de billar (2001), finalista del Premio Nacional de Narrativa, Premio Villa de Madrid, Premio de la Crítica de Asturias.
- Relatos reunidos (Madrid, Trea: 2024).